# Empresa Capristanos

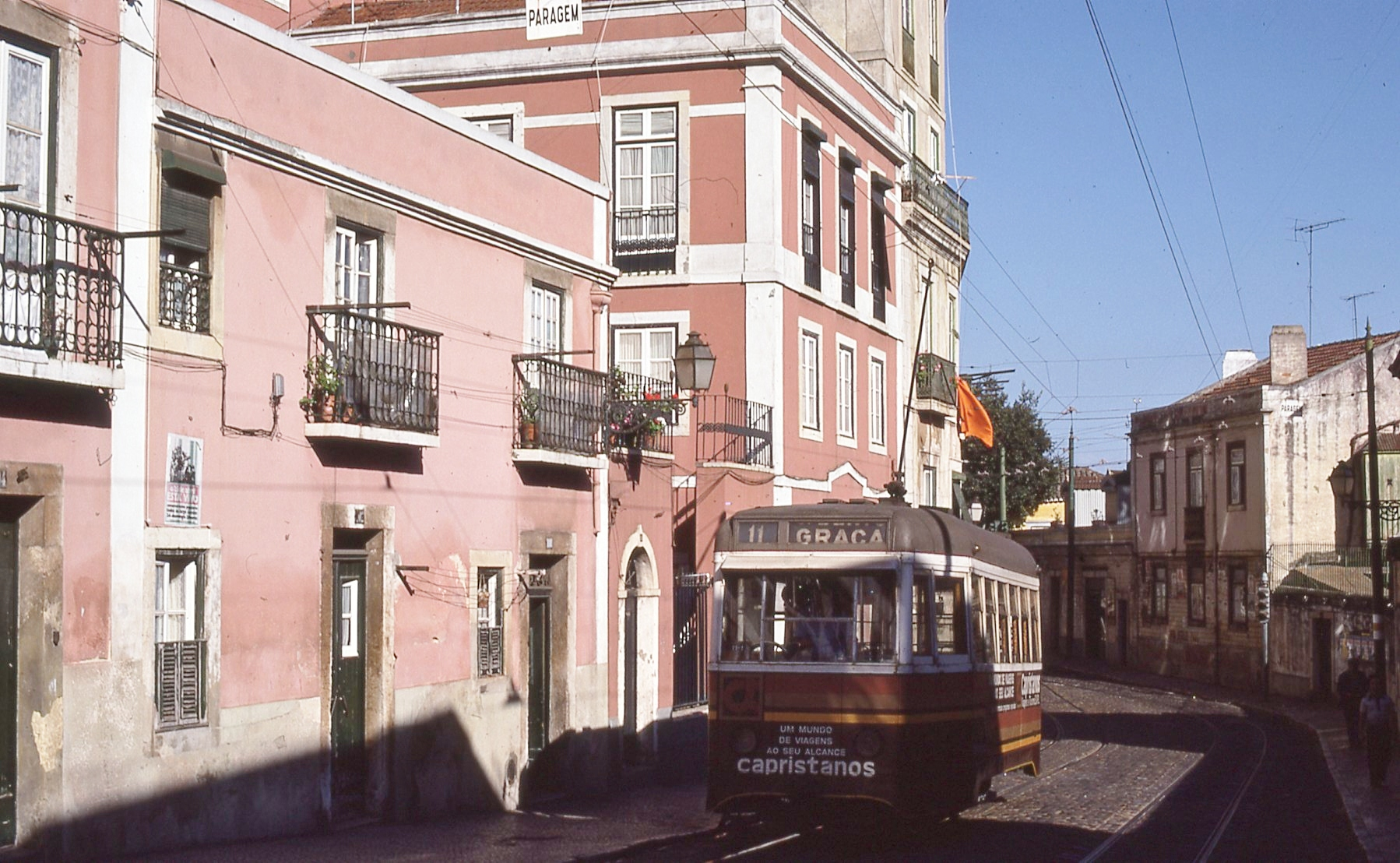
Publicidade à Agência de Viagens Capristanos em elétrico de Lisboa, 1977.

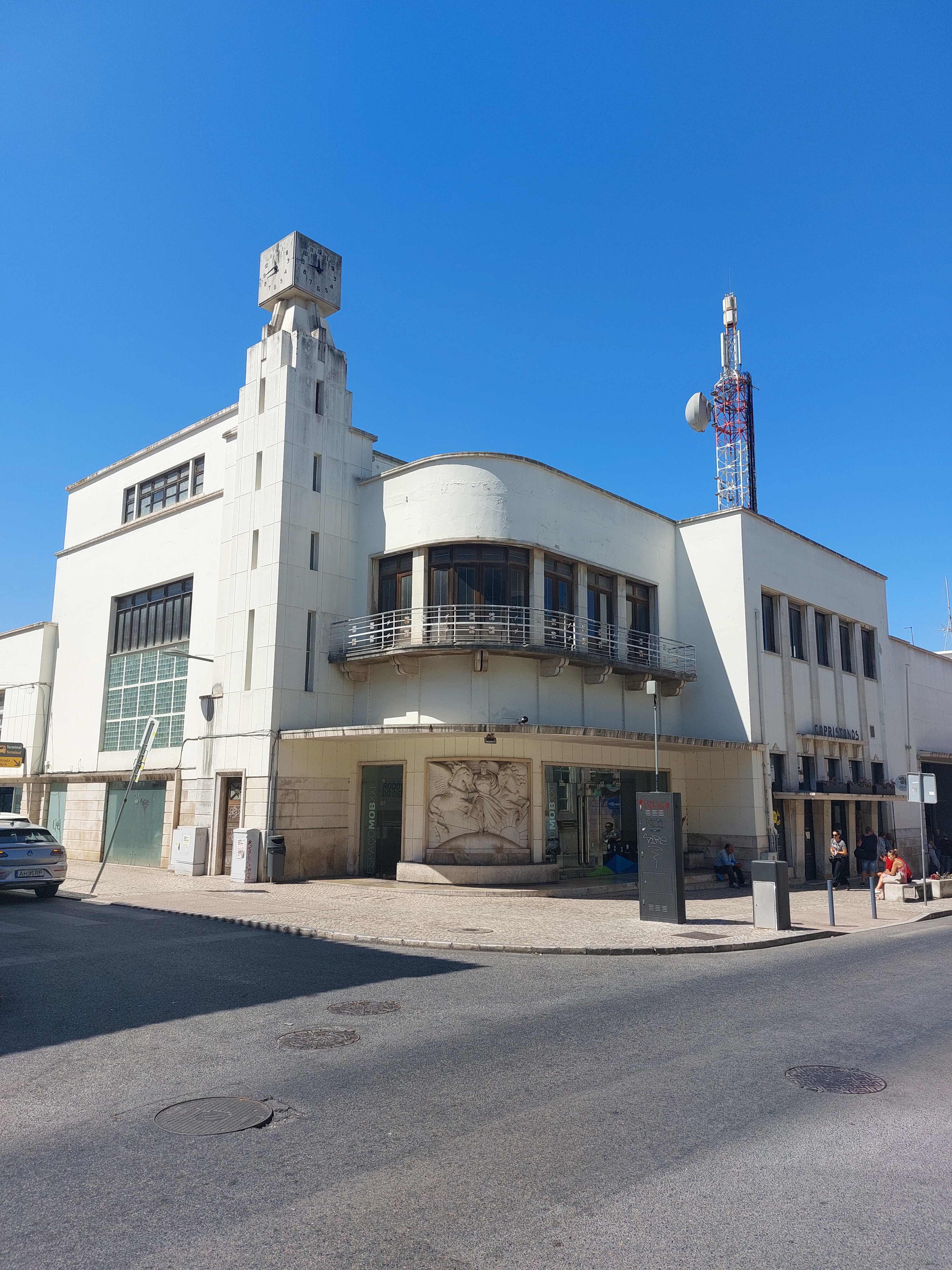
Edifício da garagem e oficinas da Empresa Capristanos nas Caldas da Rainha.

A Empresa Capristanos foi uma agência de viagens e operador de transportes públicos rodoviários sediada nas Caldas da Rainha, em Portugal.